# Buffalo '66
Buffalo '66 (bra: Buffalo '66; prt: Buffalo 66) é um filme canado-estadunidense de 1998, do gênero comédia dramático-romântica, dirigido por Vincent Gallo (em sua estreia na direção), com roteiro dele e de Alison Bagnall.
Gallo e Christina Ricci fazem os papéis principais do filme, que contou ainda com Mickey Rourke, Rosanna Arquette, Ben Gazzara e Anjelica Huston. Gallo também compôs e executou grande parte da trilha sonora para o filme.
A revista Empire listou como o 36º maior filme independente de todos os tempos. Foi rodado em Buffalo, Nova Iorque.

## Sinopse
Para esconder de seus pais que estava cumprindo pena, o excêntrico Billy Brown contou a eles que era casado e funcionário público. Ao fim da pena, retornando à cidade natal, rapta uma mulher e a obriga a agir como se fosse sua esposa, para manter a mentira. A interpretação, porém, vai além dos limites.

## Elenco
- Vincent Gallo .... Billy Brown
- Christina Ricci .... Layla
- Anjelica Huston .... Jan Brown
- Ben Gazzara .... Jimmy Brown
- Kevin Corrigan .... Goon
- Mickey Rourke .... apostador
- Rosanna Arquette .... Wendy Balsam
- Jan-Michael Vincent .... Sonny
- Kevin Pollak .... comentarista esportivo
- Alex Karras .... comentarista esportivo
- John Rummel .... Don Shanks
- Bob Wahl .... Scott Woods
- Penny Wolfgang .... juiz

## Produção
Gallo e Ricci declaradamente não se davam bem durante as filmagens. Ele chegou a chamá-la de "fantoche", dizendo que ela só fazia o que lhe mandavam. Ricci jurou nunca mais trabalhar com Gallo novamente. Três ou quatro anos após as filmagens, ela ainda se ressentia dos comentários de Gallo sobre seu peso.

## Recepção
Buffalo '66 recebeu em sua maioria críticas positivas. O Rotten Tomatoes calculou uma média de 78% de aprovação, baseado em 40 críticas recolhidas, conseguindo uma classificação de "Certificado Fresco", com uma média de 7/10. No Metacritic tem uma pontuação de 68, indicando "comentários geralmente favoráveis".